# Bosphorus Regio
La Bosphorus Regio è una struttura geologica della superficie di Io.